# Les Capçades (Envall)
Les Capçades és una partida a caval entre els termes municipals de la Torre de Cabdella, dins de l'antic terme de la Pobleta de Bellveí, al Pallars Jussà. i de Baix Pallars, dins de l'antic terme de Montcortès de Pallars, al Pallars Sobirà.
Està situat al sud-est del poble d'Envall, en el contrafort sud-oest del Serrat de Ruixou. És al sud del Serrat de la Cabaneta i al nord de lo Tossal.